# Nhuộm Moeller

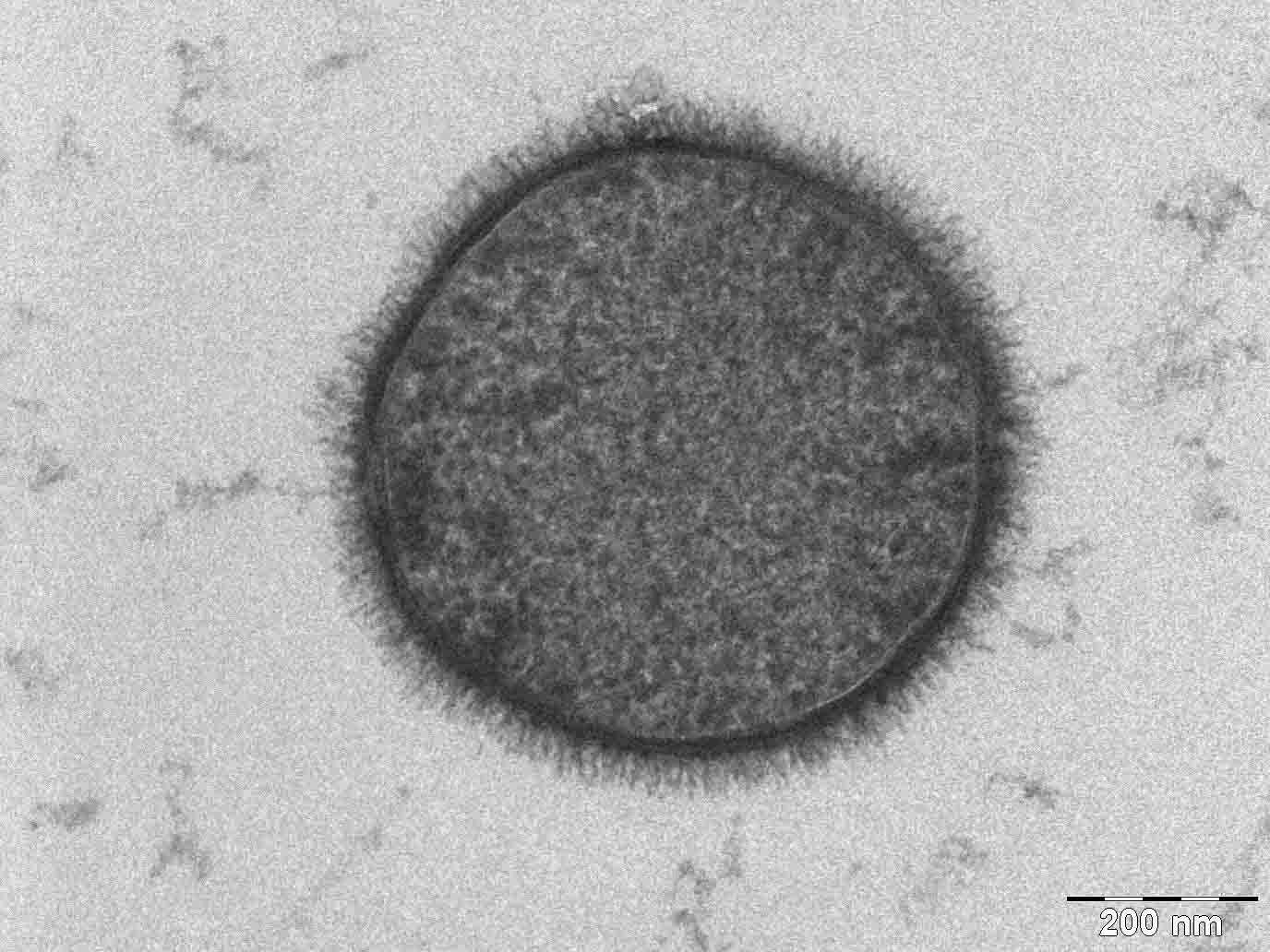
Nội bào tử của Bacillus subtilis

Nhuộm Moeller là một phương pháp nhuộm vi khuẩn sử dụng thuốc thử nhuộm hấp để nhận dạng nội bào tử do Moeller đề xuất năm 1891. Carbol fuchsin là thuốc nhuộm chính để nhuộm nội bào tử thành màu đỏ, xanh methylene là thuốc nhuộm bổ sung nhuộm tế bào dinh dưỡng (vegetative bacteria) của vi khuẩn.

## Phương pháp
Lam kính được trải khuẩn lạc của vi khuẩn sau khi vô trùng bằng cồn 70 độ, vết bôi được tạo ra bằng cách cố định nhiệt. Phủ giấy thấm lên vết bôi, dùng pipet vừa nhỏ carbol fuchsin lên vết bôi vừa làm nóng lam kính trên đèn đốt bunsen hoặc trên bể hơi nước nóng trong 3 - 5 phút (không để thuốc nhuộm sôi trên lam kính). Lam kính được rửa nhẹ bằng etanol đã được axit hoá, tiếp tục nhuộm màu xanh methylene với phương pháp giống như carbol fuchsin trong 30 giây. Cuối cùng rửa nước cất lại lam kính lần cuối và thấm khô, quan sát trên kính hiển vi trong dầu tụ quang.
Một phương pháp cải tiến đã bổ sung chất hoạt động bề mặt Tergitol 7 vào vết bôi carbol fuchsin và bỏ qua bước đun hấp.

## Giải thích phương pháp
Nội bào tử được bao quanh bởi nhiều lớp bảo vệ, trong đó có áo bào tử (spore coat) có khả năng đề kháng cao với nhiều enzyme và chất hoạt động bề mặt, có khả năng chống chịu thay đổi nhiệt độ lớn cũng như các tác nhân vật lý, hóa học khác. Do đó nội bào tử có khả năng chống lại các kỹ thuật nhuộm màu thường được sử dụng nên phải dùng phương pháp nhuộm thay thế.
Khi sử dụng carbol fuchsin làm thuốc nhuộm đầu tiên dưới tác dụng của nhiệt độ, toàn bộ tế bào vi khuẩn gồm cả nội bào tử trong tế bào chất và tế bào dinh dưỡng đều bắt màu đỏ. Khi rửa lam kính với etanol axit hóa sẽ tẩy đi màu đỏ của tế bào chất và tế bào dinh dưỡng, còn nội bào tử vẫn giữ màu đỏ. Nhuộm thêm thuốc nhuộm bổ sung sẽ làm các phần khác bắt màu xanh, nội bào tử lúc này sẽ nổi bật dưới kính hiển vi.